# Смрт у рају (13. сезона)
Тринаеста сезона британске полицијске крими-драмедије Смрт у рају емитована је од 26. децембра 2023. до 24. марта 2024. године на каналу BBC One.

## Опис
Марлон је након 6 епизоде прешао у јамајчанску полицију. У 7. епизоди се Двејн вратио у полицију. Невил је на крају сезоне напустио острво.

## Улоге

### Главне
- Ралф Литл као ДИ Невил Паркер
- Дон Варингтон као начелник Селвин Патерсон
- Шантол Џексон као ДН Наоми Томас
- Таџ Мајлс као позорник Марлон Прајс (епизоде 1−6)
- Дени Џон-Џулс као позорник Двејн Мајерс (главни: епизоде 8−9; гост: епизода 7)
- Џини Холдер као позорница Дарлин Куртис
- Елизабет Буржин као Кетрин Бордеј

### Епизодне
- Жозефин Жобер као ДН Флоренс Кaсел (епизоде 7−9)

### Гостујуће
- Сара Мартинс као ДН Камил Бордеј (епизода 1)
- Тоби Бејкер као наредник Ж. П. Хупер (епизода 6)

## Епизоде
| Бр. еп. (укупно) | Бр. еп. (у сезони) | Наслов                   | Редитељ               | Сценариста               | Премијера          | Гледаност у Британији (милиони) |
| --- | ------------------ | ------------------------ | --------------------- | ------------------------ | ------------------ | ------------------------------- |
| 99 | 1                  | "Иза тебе је"            | Стив Брет             | Џејмс Хол                | 26. децембар 2023. | 6,61                            |
| Руководитељка маркетинга Деби Кламсон лети на Сент Мери да проведе Божић са својим послодавцима, богатом породицом Стеблфорт. Али чим је стигла, глава домаћинства, Џералд, умире пошто је пао у јаругу у несрећи која изгледа као наказна, а кратко време касније, Деби нестаје. Са сложеним случајем у својим рукама и мало доказа који би указали на мотив за било који злочин, Невил је збуњен док долазак његове маме Мелани додатно компликује ствари. У међувремену, Марлон и Наоми су се неочекивано пољубили на начелниковој божићној забави. |                    |                          |                       |                          |                    |                                 |
| 100 | 2                  | "У круг"                 | Стив Хјуз             | Том Неш и Џејмс Хол      | 4. фебруар 2024.   | 7,66                            |
| Прослава педесет година полицијске службе добија неочекивани преокрет за начелника Патерсона када су га упуцали у месном јахт клубу. Докази у почетку указују на Алтона Гарвија, али упркос телефонском позиву човека који је сам признао злочин, мотив није очигледан. Једини осумњичени су доживотна начелникова пријатељица Џеклин Сент Клер, њен муж на кога је сумњала да је вара и руководилац јахт клуб, стари противник полиције Сент Мерија и корумпирани криминалац Марлон Колинс. Кетрин је код своје ћерке Камил која се порађа док су Невил Паркер и Марлон Прајс преко Фејстајминга проверавали да ли је знала за прошлост Марлона Колинса након неколико осуда. Ту је и кратак бљесак из прошлости прве епизоде серије када су Колинса хапсили инспектор Чарли Хјум и наредница Лили Томпсон. Камил тера Невила, говорећи му да иде за оним што жели у животу док може. На крају, Невил отвара једну од својих фиока и вади фотографију ДН Флоренс Касел са штенетом. Сцена потврђује да Невил још увек гаји осећања према Флоренс. |                    |                          |                       |                          |                    |                                 |
| 101 | 3                  | "Извучен је ваш број"    | Стив Хјуз             | Патрик Хомс              | 11. фебруар 2024.  | 7,43                            |
| Убод ножем бивше вође добротворне организације Ненси Мартин у месном дому за пензионере води Невила и екипу у изузетно сложен случај који је повезан са крађом 5.000.000 фунти од пре 30 године од насилне британске банде и нестанак одговорног човека. Једини осумњичени су жртвина усвојена ћерка, њен бивши ПА и „давно изгубљена рођака“ Елоиз Мири за коју се испоставило да је корумпирана детективка Летећег одреда – али изгледа да нико није имао прилику да почини злочин. У међувремену, начелник се бори да се врати у активну дужност након рањавања, а Дарлин организује двоструки састанак за себе и Наоми. |                    |                          |                       |                          |                    |                                 |
| 102 | 4                  | "Послужење убиства"      | Енџи де Кастелај Смит | Катерина Вотсон          | 18. фебруар 2024.  | 6,96                            |
| Чувени кувар Стенли Дрејк је отрован и умире када је разговарао са Андрином Харпер Патерсон, Селвиновом ћерком, после такмичења у кувању које је показало различите наде које желе да победе. Екипа, међутим, остаје збуњена када је схватила да жртва тог дана није конзумирала ништа што такмичари нису конзумирали сами. Ово на крају доводи до тога да се утврди да су 3 од 4 осумњичена сковали заверу да убију Дрејка пошто их је он сексуално напао у прошлости. Током епизоде, Кетрин се поново среће са старом другарицом са Сент Мерија Лаки која ју је напустила пре 30 година. Упркос отуђености, Кетрин наваљује да би помогла Лаки и осталима да добију благу казну. Селвин је задовољан када му је Андрина рекла да пише о разоткривању Дрејка, осмисливши тиме да подстакне друге његове жртве да се јаве. Марлон каже Невилу да 'убије' свој блог, али баш када је Невил желео да притисне дугме, добија први лајк и коментар од Ловца на сунце са којим почиње да разговара преко друштвене мреже. Међутим, Марлон је забринут за њега. Наоми прича Марлону о свом караоке изласку са Дарлин и још једном особом.                                        |                    |                          |                       |                          |                    |                                 |
| 103 | 5                  | "Баш електрично убиство" | Енџи де Кастелај Смит | Џејмс Кери и Патрик Хомс | 25. фебруар 2024.  | 7,30                            |
| Када је замрачење широм острва изазвало хаос на Онореу, Невил и екипа истражују шта га је изазвало, одводећи их до подстанице где откривају тело Елиса Бекстера, бившег техничког генија из Велике Британије, ударено струјом. Током истраге посећују радионицу за поправку рачунара у којој је Елис радио, што их наводи да открију тајно скривени свет криптовалута. Како је рударење криптовалута у срцу случаја, Невил схвата да то није било случајно. Једини проблем је што су троје могућих осумњичених били заједно у време нестанка струје. Дакле, ако је Елис убијен, ко је одговоран? |                    |                          |                       |                          |                    |                                 |
| 104 | 6                  | "Док Сунце залази"       | Трејси Ларкомб        | Џејмс Хол                | 3. март 2024.      | 7,01                            |
| Марлон прима тајанствени телефонски позив од свог старог шефа који звучи тешко повређен док га моли за помоћ. То је експлозија из његове криминалне прошлости и неко са ким није разговарао откако се придружио полицији. Али када је пожурио да открије шта није у реду, Марлон је ужаснут кад је нашао свог бившег шефа како лежи мртав – убијен, а једини сведок догађаја је папагај. Марлона је тада нокаутирао непознати нападач. Марлон постаје одлучан да реши случај, наваљујући на томе да - иако се његов бивши шеф бавио криминалом - није био "лош момак". Али када је екипа открила два могућа осумњичена, они остају у ћорсокаку: један осумњичени има сваку прилику, али без мотива, а други сваки мотив осим чврстог алибија. У међувремену, Марлонова сестра Џоселин добија стипендију, али на Јамајци, а Марлон се осећа обавезним да се пресели тамо са њом. Марлон, који жели да настави да ради у полицији, разочаран је када је открио да тренутно нема слободног места у тамошњим полицијским снагама. Начелник одлази на Јамајку и придружује му се наредник Ж. П. Хупер са ким успева да обезбеди непосредно место за Марлона у полицији Јамајке. |                    |                          |                       |                          |                    |                                 |
| 105 | 7                  | "Убиство пада"           | Трејси Ларкомб        | Џејмс Колман             | 10. март 2024.     | 7,35                            |
| У луксузном одмаралишту на острву Сент Мери, Кора Блајт слави са својим мужем Џоом заједно са њиховом ћерком Холи и њеним мужем Семом. Следећег јутра, Џо оставља Кору живу у лифту, а она стиже на спрат избодена на смрт. Тајанствена жена Лекси Рис покушава да уђе на место злочина, а прогоне је Дарлин и Двејн. Да би помогао са све већим послом, начелник уводи полицајца Двејна Мајерса назад у полицију, на ледени пријем код Дарлин. СА друге стране, Невил разговара са Зои о прилици да буду поново заједно пре него што се то касније одбацило као немогуће. Невил планира да напусти Сент Мери и пронађе љубав, подстрекнут Зои. Када је екипа ухапсила Корине убице, а Холи пронашла своју рођену мајку Лекси, начелника Патерсона неочекивано зове Флоренс Касел која живи на суседном острву Свети Август под шемом заштите сведока. Она објашњава да је након две године изашла из заштите сведока и да се враћа на Сент Мери. |                    |                          |                       |                          |                    |                                 |
| 106 | 8                  | "Прича о два острва"     | Леон Лопез            | Џејмс Хол                | 17. март 2024.     | 7,26                            |
| Група „пријатеља“, а то су Амелија Темплтон, Хјуго Кингсли и Барни Китс предвођени Кресидом Демпси, долазе на карипско острво Свети Август на одмор како би ухватили тренутке за своје онлајн пратиоце. Друга гошћа, Ебигејл Ворнер, пријављује се сама и планира да се суочи са својим насилницима и открије њихове праве боје. Међутим, ствари добијају мрачни обрт када је пронађена како плута мртва у хотелском базену. Флоренс, којој је укинут статус заштите сведока само неколико сати пре Ебигејлиног убиства, постављена је за вођење случаја на Светом Августу, радећи са Двејном и Дарлин, док на Сент Мерију Невил и Наоми такође раде на случају. |                    |                          |                       |                          |                    |                                 |
| 107 | 9                  | "Убиство на небу"        | Леон Лопез            | Џејмс Хол                | 24. март 2024.     | 7,47                            |
| Док је Невил планирао да путује и тражи своју сродну душу у авиону за Доминику, један од путника Курт Хендерсон је убијен. ДИ Паркер одлучује да се врати да би решио још један случај док схвата да је Флоренс можда његова права љубав и да мора да стигне до јахте на коју треба да се укрца пре него што буде прекасно. |                    |                          |                       |                          |                    |                                 |